# Villa Eilers

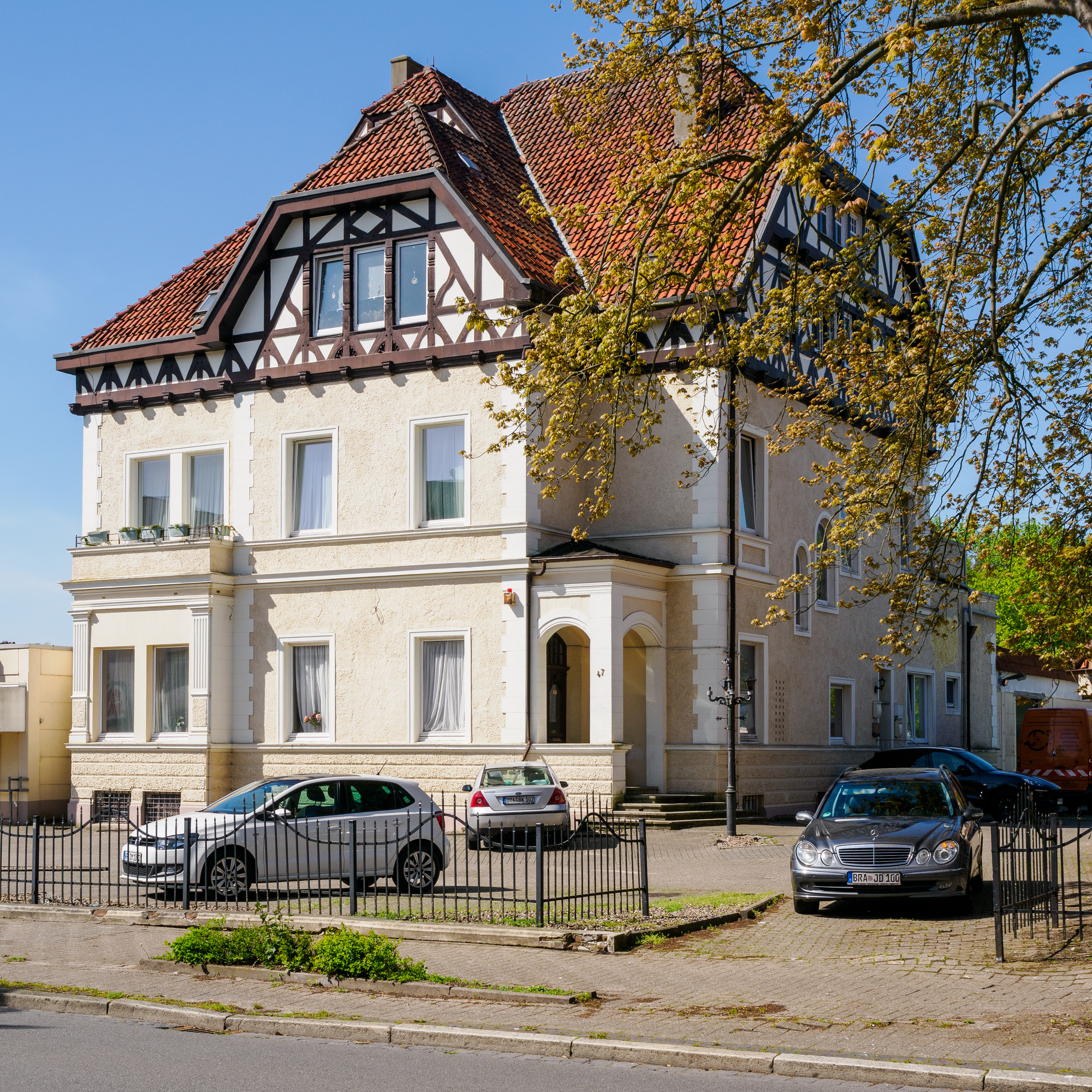
Friedrich-Ebert-Straße 47

Die Villa Eilers, Friedrich-Ebert-Straße 47, im niedersächsischen Nordenham im Landkreis Wesermarsch stammt vom Anfang des 20. Jahrhunderts.

Aktuell (2023) wird es als Wohnhaus und gewerblich genutzt.
Das Gebäude steht unter Denkmalschutz (siehe auch Liste der Baudenkmale in Nordenham).

## Beschreibung und Geschichte
Das zweigeschossige verputzte Gebäude auf Sockel mit Krüppelwalmdach, den vorderen und seitlichen Giebelrisaliten, der oberen Fassade in Fachwerk, Standerker und Eingangsvorbau als Laube sowie dem geschossteilenden Gesimsband und den zumeist rechteckigen Fenstern wurde wohl um 1900 gebaut.
Der Reeder Adolf Vinnen ließ das Haus als seine Nordenhamer Residenz bauen, hatte aber seinen Hauptwohnsitz weiterhin in Bremen. 1905 gründete er die Reederei Midgard. Er zog sich persönlich bald aus Nordenham zurück. Die Stadt nutzte das Haus im Ersten Weltkrieg als Genesungsheim für Soldaten. Danach wohnte hier der Midgard-Chef Wilhelm Bette. Sein Nachfolger Erich Eilers erwarb das Haus nach dem Zweiten Weltkrieg.
An der linken und der rückwärtigen Seite wurde 1979 ein großer eingeschossiger Ladenanbau eines Supermarktes teils direkt angefügt, der die Gestaltung der Villa erheblich beeinträchtigt. Nach dem Auszug des Supermarkts mussten die letzten Eigentümer 2004 Insolvenz anmelden. 2009 wurde das Anwesen zwangsversteigert.
Das Landesdenkmalamt befand zur Bedeutung: „… geschichtlich, wissenschaftlich … .“